# Antirrhea
Genre
Antirrhea est un genre de lépidoptères (papillons) de la famille des Nymphalidae et de la sous-famille des Morphinae.

## Historique et  dénomination
- Le genre  Antirrhea  a été décrit par l’entomologiste allemand Jakob Hübner en 1822[1].
- L'espèce type est Antirrhea archaea Hübner, [1822].

### Synonymie
- Anchyphlebia Butler, 1868 [2]
- Sinarista Weymer, 1909 [3]
- Triteleuta Strand, 1912 [4]

## Taxinomie
Liste des espèces
- Antirrhea adoptiva (Weymer, 1909); présent au Venezuela, en Colombie, en Équateur et au Pérou.
- Antirrhea archaea Hübner, [1822]; présent au Brésil
- Antirrhea geryon C. & R. Felder, 1862; présent en Colombie et en Équateur
- Antirrhea hela C. & R. Felder, 1862; présent  au Pérou
- Antirrhea ornata (Butler, 1870); présent en Guyane.
- Antirrhea phasiana Butler, 1870; présent au Venezuela et au Pérou.
- Antirrhea philoctetes (Linnaeus, 1758); présent à Panama, au Costa Rica, au Guatemala, au Venezuela, en Colombie, en Équateur, en Bolivie, au Pérou, au Brésil, au Surinam, en Guyana et en Guyane.
- Antirrhea pterocopha Salvin & Godman, 1868; présent à Panama, au Costa Rica et en Colombie
- Antirrhea taygetina (Butler, 1868); présent en Équateur, au Brésil et en Guyana.
- Antirrhea undulata Hering & Hopp, 1925; présent en Colombie
- Antirrhea watkinsi Rosenberg & Talbot, 1914; présent  au Pérou

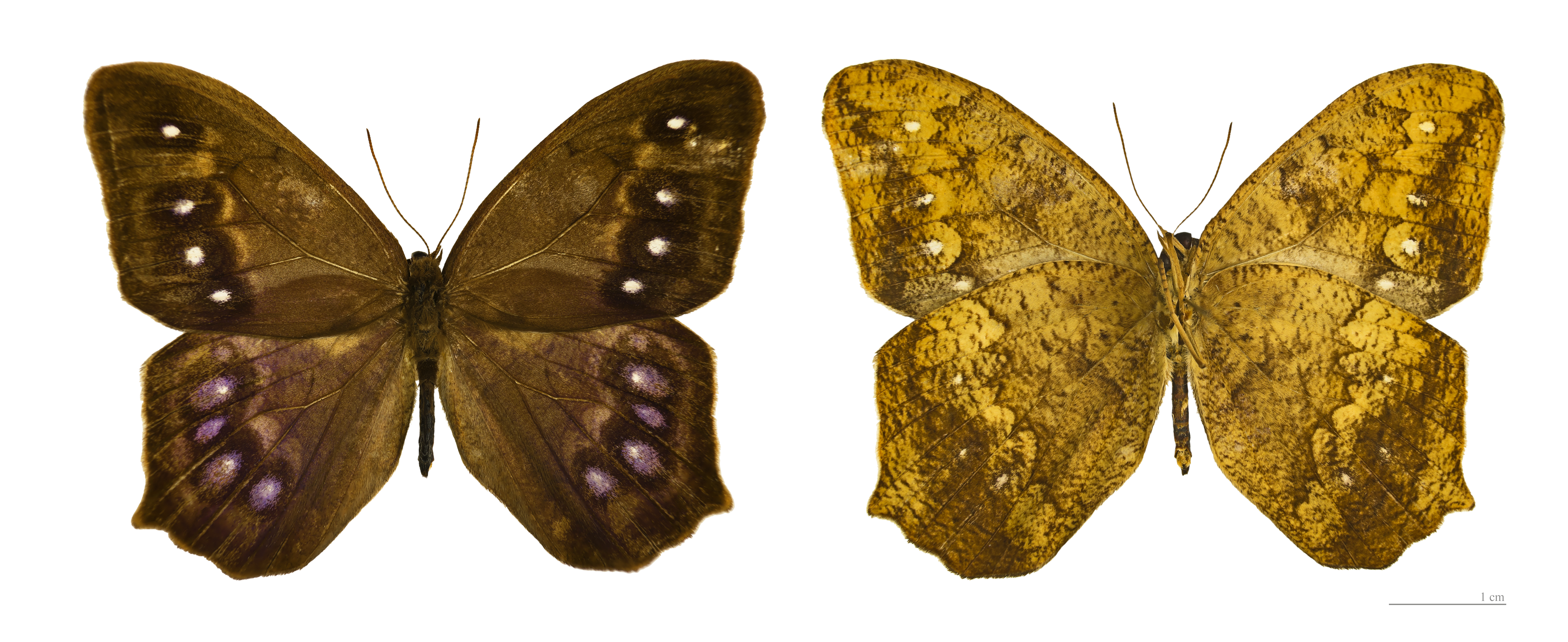
Antirrhea ornata Guyane

### Source
- « Antirrhea », sur funet.fi (consulté le 3 juin 2012)